# Tenuta Serristori
La tenuta Serristori, conosciuta anche come villa Donoratico, è un edificio situato a Donoratico nel comune di Castagneto Carducci in provincia di Livorno. La tenuta è stata fatta edificare da Antonio Serristori nel 1660 sul territorio dei  Gherardesca. 

## Storia
La Tenuta Serristori sorge a poche centinaia di metri dall'antica via Aemilia Scauri, strada proveniente da San Vincenzo che proseguiva verso nord fiancheggiando la villa e immettendosi nella strada dei Cannoni portando verso Donoratico, Pietrarossa e le zone retrostanti.
Si suppone che sul sito cui si trova la Tenuta sorgesse in precedenza un castello dal nome Donoratichino sul quale, pericolante o già crollato, fu fatta costruita la villa.
Inizialmente la Tenuta era un edificio agricolo molto semplice. Il primo restauro avvenne sul finire del Settecento ad opera di Averaldo Serristori che, arrivando a Donoratico da Parigi, desiderava una residenza comoda per sé e il suo primogenito Antonio. Quest'ultimo, morto dopo una caduta da cavallo, venne sepolto proprio a Donoratico.
Nel 1829 Luigi succedette al padre Averaldo e, volendo rivoluzionare radicalmente la Tenuta, pensò di trasformarla nella sua residenza ufficiale. Dal 1831, iniziò quindi ad apportare ampliamenti e migliorie alla villa. Lo stabile, in gran parte riservato alla fattoria, fu allungato di 41 metri e rialzato di un piano sul quale, nella parte centrale, venne costruita un'ulteriore sopraelevazione. Sorse così un grande appartamento padronale, in cui la numerosa famiglia del conte soggiornava.
A sud della Tenuta sorgeva la chiesa con attigua la scuderia che però, trovandosi in posizione sud-ovest, faceva pervenire direttamente negli appartamenti del Conte i cattivi odori. La scuderia fu così spostata nella posizione attuale e la chiesa fu trasferita nel 1832 a destra del piazzale della Tenuta al posto di una casetta preesistente. 
La Tenuta era costituita da un pianterreno destinato alle strutture d'agenzia composto da diverse stanze destinate a granaio, a ricovero di grasce, a cantina, alla stagionatura dei formaggi e dei prosciutti, a tinaia e a bottega del falegname, che allora era Luigi Bernardi. Nel retro del pianterreno si trovavano il pollaio, un orto (largo circa tredici metri) e una loggia sotto il forno. Il piano superiore, al quale si accedeva tramite due rampe anteriori esterne o una scala interna, era costituito da un ampio salone, dotato di un grande camino di marmo di provenienza milanese, e varie stanze tra tinelli, salotti e camere da letto. Inoltre vi era lo scrittoio, la dispensa, la stanza del pane e del forno e altre tre stanze per i dipendenti della Tenuta. I lavori di muratura, grazie alla vicina cava di pietra dell'Acquacalda e alla fornace, furono ultimati nel 1833 quando tutto lo stabile fu arredato con cura con i mobili della bottega di Roselli di Pisa.
Alla morte di Luigi Serristori, il 31 gennaio 1857, subentrò l'unico figlio maschio, Alfredo, che introdusse la mezzadria, prima sconosciuta in Maremma. Tutta la villa fu quindi rialzata di un piano e divenne l'appartamento esclusivo dei padroni mentre il piano inferiore fu destinato a eventuali ospiti e l'ingresso fu spostato al lato nord della fattoria con una facciata dal portone di noce, fatto costruire a Pieve a Presciano dove i Serristori avevano un'altra efficace fattoria. Rialzata la villa, la facciata fu completata con una cresta decorativa al centro della quale fu sistemato un orologio, installato in precedenza sulla facciata della chiesa parrocchiale di Castagneto. Quando Alfredo morì, il 6 aprile 1884, lasciò incompiute varie attività familiari, aziendali e edilizie. L'erede fu il nipote Umberto Tozzoni Serristori, botanico, che trasformò la Tenuta facendosi portare da Firenze nel 1887 delle tuie, piante del tutto sconosciute in Maremma, e piantando numerosi pini lungo tutto il viale, dalla villa alla pineta. Nacque così il Viale Serristori. 
Gli ultimi cambiamenti significativi furono le decorazioni pittoresche realizzate dall'artista castagnetano Angiolo Ciatti e, successivamente, dal figlio Sergio. Nel 1909 vennero fatte affrescare le stanze dell'appartamento padronale e di quello degli ospiti. Il conte Umberto fece inoltre apporre, sulla facciata della villa, le due più significative epigrafi rievocative della storia della Tenuta. Le epigrafi, che erano state sistemate all'altezza del primo piano, furono spostate poi al piano terra: la prima sulla porta dell'orciaia e la seconda al posto della stanza del falegname.
Nel 1944, i tedeschi occuparono la Tenuta costringendo gli occupanti ad abbandonarla. La Tenuta venne trasformata in quartier generale e successivamente saccheggiata e occupata per diversi mesi. La mattina del 26 giugno 1944, prima di ritirarsi,i tedeschi minarono la villa distruggendola parzialmente. La Tenuta è rimasta pericolante e inagibile.

## I Serristori
I Serristori furono una famiglia nobiliare originaria di Figline Valdarno e inurbatasi a Firenze.
Il capostipite della famiglia era Averardo da Figline, vissuto nel 1178; il cognome Serristori deriva da un discendente, Ser Ristoro, stabilitosi definitivamente a Firenze. Di generazione in generazione, si giunse ad Averardo Serristori di cui il figlio Antonio, per i servigi resi alla Repubblica e le numerose benemerenze civiche acquisite, nel 1512 ottenne la tenuta di Donoratichino. A suo favore pesarono anche la parentela con i Peruzzi, i proprietari iniziali, le alte cariche pubbliche e la sua conoscenza con Lorenzo il Magnifico. Determinante fu la sua attitudine militare quando nel 1509 Pisa fu ripresa dai fiorentini dopo le vicende militari che avevano portato nel 1496 alla distruzione di Bolgheri.
I loro successori ebbero rapporti diretti con Donoratico. Si distinsero in particolare i figli di Luigi Serristori, Tommaso (1604-1692) e Antonio (1608-1690). Tommaso Serristori, ebbe importanti ruoli militari e, fra il 1650 e il 1660, fu primo governatore di Portoferraio e successivamente della città e del porto di Livorno. Questo lo indusse ad occuparsi, con il fratello Antonio, della tenuta di Donoratico entrando presto in conflitto con i Gherardesca per motivi giuridici, sconfinamenti e attraversamenti, come per esempio nel 1652 per la costruzione di un magazzino e l'insediamento di una mandria. Tommaso si sposò in tarda età e lasciò la sua eredità al fratello Antonio. 
Uno dei rappresentanti più importanti della famiglia fu un altro Antonio, detto Anton Maria (1711-1796), longevo figlio di Averardo, che ebbe importanti incarichi dal granduca Pietro Leopoldo di cui fu a lungo consigliere di Stato e ministro delle Finanze. Sostenne con successo la necessità di rinforzare la dogana e la costruzione dei forti militari di Castagneto e di Bibbona, costruzioni di cui gli effetti si manifestarono rapidamente, soprattutto nella tutela contro i pericoli pirateschi, e per il controllo dei commerci marittimi e terrestri. La sua nomina a capo del Real Consiglio di Reggenza arrivò nel 1790 quando Pietro Leopoldo abdicò da Granduca per divenire imperatore d'Austria e, non fidandosi della maturità del figlio Ferdinando, costituì un Consiglio indicando il Serristori come capo.
Il figlio di Anton Maria fu Averardo (1752-1829) che nel 1801, scelto come ministro a Parigi, fu protagonista della vita pubblica e mondana parigina assecondato dalla consorte Lucrezia Pucci. Era un grande viaggiatore soprannominato "Moto perpetuo" ed introdusse nella Tenuta nuovi vigneti, fra cui la "vigna del Manzini", suo fattore, ubicata fra la villa, lo stradone di accesso, la via Aurelia e la strada poderale a nord. 
Il figlio di Averardo, Luigi Serristori, fu il personaggio più illustre ed importante della famiglia, sia per il grande rilievo politico raggiunto nel Granducato sia per lo sviluppo dell'agricoltura nella Tenuta. In campo granducale fu ministro degli Esteri, della Guerra e della restaurazione granducale e, nel 1839, Presidente del primo Congresso Mondiale degli Scienziati e scienziato egli stesso. Fu sostenitore di una nuova azienda capitalistica e sostenne la creazione della Cassa di Credito Fondiario. 
Dopo la crisi agricola del 1828 fece attuare a Donoratico una migliore cura del bestiame tramite la costruzione nella Tenuta di grandi stalle attrezzate e rinnovò ed estese le vigne. Luigi seguiva di persona i lavori e rimaneva in stretto contatto con gli operai, che di regola provenivano dai paesi più vicini; per loro attivò inoltre corsi di alfabetizzazione tenuti da religiosi.
Luigi morì nel 1857; il figlio Alfredo capovolse la concezione di azienda capitalistica e fece passare la Tenuta al sistema della mezzadria. Dal 1864 al 1882 furono restaurate le poche case già esistenti e costruite 24 case coloniche nuove, la maggior parte lungo la via Aurelia. Alfredo era dedito alla vita militare (era luogotenente del turco Omar Pascià) e rimase scapolo per tutta la vita; morì il 6 aprile 1884.
Gli succedette Umberto Tozzoni (1861-1961), conosciuto come deputato del collegio di Pontassieve e come senatore del Regno. Egli fece realizzare il viale Ortensia, dedicato alla consorte, e morì il 19 gennaio 1961. La figlia Sofia (1895-1976), sposata con Umberto Bossi Pucci, ebbe la primogenita Maria Benedetta e a seguito Averardo e Giancarlo. Prima di morire, il 13 maggio 1976, Sofia volle che i suoi figli si dividessero la Tenuta: due terzi furono assegnati al maschio, un terzo alla femmina. Giancarlo ebbe da Ginevra Traxler due figli maschi, Uberto e Averardo, ed una femmina, Allegra. Morto Uberto in mare, Averardo fu l'ultimo continuatore maschile dei Serristori.

## Territorio, clima e risorse acquifere
La Tenuta Serristori si trova al centro dell'antica terra dei conti della Gherardesca tra i bacini dei fiumi Cornia, a sud, e Cecina, a Nord. Ristrettosi il dominio fino a un territorio che coincide con l'odierno territorio comunale, Castagneto Carducci rimase il comune più esteso della provincia di Livorno (142,29 km²). L'altezza massima si riferisce al Monte Calvi (646 m). Il territorio collinare è siliceo-argilloso e quello di pianura prevalentemente siliceo. I boschi, tipici della macchia mediterranea con netta prevalenza di lecci che stanno sostituendo anche la precedente pineta, venivano in passato divisi in dodici sezioni, corrispondenti alla rotazione al taglio del dodicennale. 
Il territorio della Tenuta Serristori, all'epoca del catasto lorenese, era di 1550 ettari, poco più del 10% della superficie comunale, con un'esposizione climatica molto piacevole. Dopo la prima colonizzazione (1864/1882), rilevato che l'estensione territoriale di alcuni poderi era insufficiente o non adeguata a nuove esigenze, nel periodo compreso tra il 1922 e il 1935 fu introdotta una diversa ripartizione del terreno assegnato ad ogni famiglia in modo da stabilire un rapporto migliore tra le capacità lavorative delle singole famiglie e le estensioni poderali. In tal modo dalle 27 colonie iniziali se ne ottennero 35, costituite da poderi misuranti mediamente 16 ettari.
Benché il clima sia dolce, la vicinanza al mare espone il territorio ai forti venti da sud e sud-ovest (scirocco e libeccio) come testimoniano, per esempio, i pini che investiti dal libeccio presentano il tronco quasi essiccato pendente dal lato opposto.
Anche il decorso pluviometrico presenta gli inconvenienti del clima litoraneo: precipitazioni che si sono fatte scarsissime o concentrate nel periodo del tardo autunno sino a metà inverno, alle quali segue un periodo, più o meno acuto, di siccità primaverile e il secco integrale della stagione estiva.
Per quanto riguarda le risorse acquifere, in passato, tutta la zona era costellata di polle acquifere: l'Acquacalda, retrostante la Tenuta, la sorgente di Ceccosodo, il Fortino e la Fonte di Collino. Quindi la scelta del domicilio avveniva in relazione alla presenza di una sorgente nei paraggi. Lo stesso criterio di scelta fu adottato per la costruzione della Tenuta nel 1660, anche se nei pressi vi era più di una sorgente. Inizialmente si ricorreva all'acqua delle cisterne fino a che, nel 1918, ai Serristori venne ceduta la sorgente dell'Acquacalda da parte del conte Walfredo della Gherardesca, sorgente che si trovava a circa un chilometro a monte della Tenuta e disponeva di ottima acqua potabile. Una parte dell'acqua fu incanalata e portata alla villa, mentre quella eccedente alimentava un piccolo forte e un fosso collaterale, a sua volta immissario di un fosso proveniente dall'alto chiamato "Venelle".

## Punti di interesse

### Viale Serristori
Il Viale Serristori è la strada che dalla via Aurelia porta, ad est, alla Tenuta e, ad ovest, al Paradù, località avente un porto di grande importanza commerciale da cui i Serristori spedivano i prodotti della Tenuta, situata a Donoratico nel comune di Castagneto Carducci in provincia di Livorno.
La strada fu migliorata quando risiedette a Donoratico il conte Luigi, interessato alle coltivazioni e alle iniziative agrarie che stava sperimentando, con la consorte Sofia Franchini e i figli.
Lo stradone restò  massicciato solo fino alla via Aurelia, specialmente dopo che nel 1863 fu aperta la ferrovia e decaddero le spedizioni dal porto del Paradù. Nel 1867, morto da un decennio il conte Luigi, il figlio Alfredo avviò il progetto di bonifica del Pianetto e furono costruiti in pineta i nuovi allevamenti per animali da cortile. Inoltre nel 1881 il conte Alfredo restaurò la Tenuta e lo stradone d'accesso che, pur attraversato dalla via Aurelia e dalla vicina ferrovia, giungeva alla pineta con il sottostrada ormai bonificato. Luigi, dopo aver designato Umberto come erede, fece costruire le prime due case per la madre e il padre.

### Il Casone Serristori o Casone Donoratico
Il Casone era una vasta costruzione a due piani all'interno del territorio della Tenuta Serristori. Il piano inferiore era dedicato alle strutture aziendali e ai magazzini, mentre il piano superiore ospitava sia ricoveri invernali, per salariati o avventizi stagionali, sia essiccatoi e magazzini di grasce e altri prodotti. 
I Serristori disponevano di due casoni: il casone ai piedi dell'altura della villa, ossia il Casone Donoratico, e il Casone di San Vincenzo, circa cinque chilometri più a sud sulla via Aurelia. I due Casoni erano precisi punti di riferimento: il primo perché prossimo alla villa, dove aveva sede la fattoria, il secondo perché vicino al porto di San Vincenzo da dove venivano spediti i carichi pesanti, come marmi e travi di grandi dimensioni. Per le spedizioni più leggere, come la legna sfusa, grasce ed altri prodotti più maneggevoli, i Serristori si servivano anche del porto-darsena del Paradù che era all'altezza del Casone Donoratico. 
Il Casone Donoratico, logoro e precario, fu restaurato nel 1825 dal famoso muratore Carlo Pizzi, specialista in opere dalla struttura promiscua. 
Qualche anno dopo, grazie all'adozione del coltro in ferro (1837), furono triplicate le produzioni agrarie, in particolare quella del grano, e venne fatta costruire una stalla in muratura dove veniva ricoverato il bestiame da lavoro. La costruzione della stalla, avvenuta nel 1839, è ricordata in un'epigrafe del 1906 dal conte Umberto:
Alla villa aveva sede, inoltre, la cantina di fattoria costituita da due locali: uno al piano terra e uno seminterrato, sottostante al primo. Nella cantina si poteva quindi vinificare, grazie ai vigneti di proprietà, e parte del vino prodotto era ceduto alla fattoria che lo conservava nelle botti fino alla vendita. Erano vini provenienti da  vigne, colture e mani differenti e la fattoria si affrettava a venderli quanto prima per liberarsene. La procedura era inoltre supervisionata da un sottofattore, che presidiava a tutte le operazioni di vinificazione e di mescola dei vini diversi.
Quando Narciso Vincitori prese parte alla conduzione della fattoria, conoscendo già vigne e coloni, impose delle condizioni da fare rispettare sia ai conti sia ai contadini: ogni colono doveva disporre di un ettaro di vigna e di una propria cantina affinché parte del raccolto, vinificato nella cantina della fattoria, sarebbe potuto esser portato da un contadino nella propria cantina. Egli sarebbe stato quindi libero di gestire il vino di sua spettanza a seconda delle esigenze oppure secondo le opportunità commerciali preferite. 
Quando nacque la mezzadria due coloni furono installati al Casone: il primo, Pietro Bussotti detto "Pezzola", risiedeva nello stabile "Senatore Averaldo I"; il secondo, Antonio Barsacchi, abitava nella casa coloniale dedicata ad Alessandra Strozzi, costruita nel 1868 al centro del vasto cortile del Casone, dove rimase fino al 1910.
Negli anni successivi al 1920 ebbe avvio una nuova fase di poderizzazione con la costruzione di tre case coloniche, contigue e simmetriche a quelle esistenti: la più vicina al vecchio Casone ospitò i Profeti di Antonio provenienti dai Pescinoni; quella intermedia i fratelli Primo ed Enrico Barzanti; la terza i Reali di Giovanni. Il complesso fu completato da strutture per l'allevamento suino e una stazione di monta taurina.
Da questa situazione, il Casone è giunto al dopoguerra e alla fine della mezzadria. Col passaggio della Tenuta al professor Oscar Scaglietti, scompaiono le case coloniche e compaiono le prime attrezzature moderne.

### La casetta del Paradù
La casetta è stata fatta edificare dal conte Umberto Serristori nel 1900 quasi al centro del Paradù su un'alta duna come uso di caccia e vacanze, utilizzata dall'ex Club Mediterranée come ufficio di direzione.
Alla foce del fosso della Carestia, confine fra le tenute dei Gherardesca e dei Serristori (quindi fra Castagneto e Donoratico), sorgeva un porto le cui strutture sono ancora visibili al limite fra l'area boschiva e la spiaggia. Paradù era il porto a cui approdavano le imbarcazioni provenienti da Livorno, Pisa e Firenze per caricare prodotti boschivi, legname da costruzione, legna da ardere, carbone, potassa, prodotti della tenuta di Donoratico.
La zona del Paradù era in precedenza chiamata "Folcarella", da fulica, folaga, presente nelle acque acquitrinose.
Il toponimo attuale pare indicare una sciabola di origine turca rinvenuta nei paraggi riconosciuta da un balista come paradù, forse abbandonata da pirati costretti ad una ritirata. I pirati infatti approdavano in questa spiaggia, lontana dagli altri porti (Porto del Seggio e Porto di San Vincenzo), per assaltare il vicino castello di Donoratico e aggirare di nascosto Castagneto e altre zone abitate.

### La Casa Rossa oLa Rigattaia
La Casa Rossa era l'osteria ufficiale dei Serristori. Fu fatta edificare nel 1839 dal conte Luigi Serristori nella zona detta "Rigattaia", compresa tra il Botro dell'Acquacalda a nord e la strada dei Pianali a sud. La zona prescelta fruiva inoltre delle acque del fosso di Rigattaia, proveniente dalla fonte di Ceccosodo. 
La Casa Rossa fu dotata di una rimessa e un grande forno per la vendita del pane. Costruita da mattoni pisani e resa opaca dai fumi, la costruzione era in concorrenza con il Casino Rosso, costruito nello stesso anno a San Vincenzo.
Il primo affittuario-oste fu Luigi Vanni, originario di Castelnuovo di Garfagnana, che risiedeva da tempo a Castagneto. Gli subentrò Giuseppe Venturi, che però andò incontro a problemi di vario genere, e se ne andò pochi anni dopo. Subentrò poi Andrea Mariani, al quale succedette Onorato Brandini, anch'esso dalla breve permanenza. Arrivò infine Raffaello Ismaele Vivarelli, che era ben voluto dal conte, ma la sera del 27 maggio del 1853 fu assassinato per rapina mentre transitava a cavallo sulla spiaggia. La gestione fu così affidata ad imprenditori occasionali fino al 1861 quando la società che stava costruendo la ferrovia la prese in affitto per il ricovero degli operai. Ultimati i lavori, la Casa passò nelle mani di Barlaam Marchi e al figlio Narciso, artigiano e curatore di cavalli e bovini malati. Nel 1933 la Casa Rossa fu lasciata dai Marchi e la struttura fu trasformata nella "Scuola Rurale Principe di Napoli".

### Il palazzo di Castagneto
Il palazzo di Castagneto era un grande stabile fatto costruire, nell'attuale via Pari di Donoratico, nel 1836 dal conte Luigi Serristori. la costruzione comprendeva negozi al piano terra e ad appartamenti per i dipendenti nei piani superiori. 
Il pian terreno fu preso in affitto da Francesco Borsi, nonno di Giosuè Carducci, il cui negozio forniva da tempo merci varie alla fattoria Serristori. Dopo la sua morte, la vedova Borsi continuò l'attività lasciando al figlio Emilio la cantina dove aveva iniziato a produrre la prima china, la "Calisaia". Ai piani superiori dello stabile visse invece gente di varia natura, soprattutto dipendenti di fattoria che preferivano abitare a Castagneto anziché in campagna. 
Col tempo i fondi e gli appartamenti vennero venduti ai privati.